# Nakayama Hiroki
Hiroki Nakayama (sinh ngày 13 tháng 12 năm 1985) là một cầu thủ bóng đá người Nhật Bản.

## Sự nghiệp câu lạc bộ
Hiroki Nakayama đã từng chơi cho Kyoto Sanga FC.